# Putbus
Putbus là một đô thị thuộc huyện Vorpommern-Rügen (trước thuộc huyện Rügen), bang Mecklenburg-Vorpommern, miền bắc nước Đức. Đô thị này có 4.741 người và là một điểm thu hút khác du lịch với rất nhiều resort nằm dọc bờ biển trên đảo và được chính thức công nhận là đô thị resort năm 1997.
Putbus được thành lập năm 1810 bởi hoàng tử Wilhelm Malte zu Putbus làm nơi ông sinh sống và được xây theo phong cách Classicist, do vậy mà đô thị này hình thành một thể hài hoà giữa cung điện và công viên (Schloss).